# Marian Kostrzewski
Marian Kostrzewski (ur. 12 marca 1923 w Garkach, zm. 29 września 2001 w Ostrowie Wielkopolskim) – działacz społeczny i kulturalny, nauczyciel, podporucznik AK, artysta fotograf.

## Życiorys
Podczas II wojny światowej członek Szarych Szeregów i żołnierz AK, uczestnik tajnych działań m.in. na terenie Ostrowa Wielkopolskiego, instruktor harcerski.
Ukończył studia na Uniwersytecie im. Adama Mickiewicza w Poznaniu (fizyka) oraz w Wyższej Szkole Grafiki i Sztuki Edytorskiej w Lipsku (fotografia).
Po wojnie pracował jako nauczyciel fizyki w Studium Wychowania Przedszkolnego w Ostrowie.
Entuzjasta fotografii – laureat wielu nagród za udział w konkursach fotograficznych (w kraju i za granicą), inicjator i współorganizator od 1977 r. Ogólnopolskiego Biennale Fotografii w Technikach Specjalnych REMIS. Wytrwały turysta-krajoznawca odkrywał wciąż „nowe” zabytki architektury drewnianej, opracowując do nich dokumentację fotograficzną i biograficzną.
Został pochowany na Starym Cmentarzu w Ostrowie Wielkopolskim.

## Publikacje
- wydawnictwa, publikacje i artykuły w prasie m.in.
  - Stary cmentarz w Ostrowie Wielkopolskim z 1982 r. wyd. O. T. K. ilustrowane jego zdjęciami
  - Drewniana architektura sakralna Południowej Wielkopolski w fotografii
  - 70 rocznica Powstania Wielkopolskiego: w Odolanowie („Wielkopolska” – 1988, nr 21, s. 3–4)
- zestawy przeźroczy fotograficznych
  - „Stary cmentarz z 1784 roku w Ostrowie Wielkopolskim”
  - „Drewniane zabytkowe dzwonnice i kościoły Wielkopolski” za które otrzymał stypendium Wielkopolskiego Towarzystwa Kulturalnego
  - „Rzeźby z krzyży Pawła Brylińskiego, rzeźbiarza XIX w.”

Jego prace prezentowane były m.in. w Galerii Sztuki Współczesnej w Ostrowie Wielkopolskim na wystawie autorskiej w 1984 r. – „Zabytkowe kościoły drewniane”, na cyklicznych Biennale – REMIS, wielu wystawach i konkursach.

## Stowarzyszenia
- założyciel i długoletni prezes KMF (Koła Miłośników Fotografii) przy Ostrowskim Domu Kultury
- współzałożyciel Koła Towarzystwa im. Fryderyka Chopina w Ostrowie Wielkopolskim (w 1961 r.)
- członek Kręgu Stowarzyszenia Szarych Szeregów
- członek Społecznego Komitetu Ratowania Rzeźby Sakralnej Pawła Brylińskiego w Ostrowie Wielkopolskim

## Odznaczenia
- Złotą Honorową Odznaką PTTK
- Medalem Komisji Fotografii Krajoznawczej ZG PTTK
- Tytuł Zasłużony Działacz Kultury
- Tytuł Artiste FIAP